# 010号線 (チェコ)
チェコ国鉄010号線、別名コリーン～トルジェボヴァー線（チェコ語;Železniční trať Kolín – Česká Třebová）は、チェコ国鉄の鉄道線の名称である。なお、010は普通列車用の路線番号で、特急以上の長距離列車には001の路線番号がつけられている。
1845年、オーストリア帝国の北部国営鉄道の路線としてオロモウツ～プラハ間が開業した。現在は、プラハ～オストラヴァ間を中心に、ドイツ・オーストリア・スロヴァキア・ハンガリーへの国際列車も運行している。

## 運行形態（国鉄超特急）

### 寝台特急「ナイトジェット(nj)」
下記の1系統がある。
- ナイトジェット号：　ベルリン - ホレショヴィツェ - パルドゥビツェ - グラーツ
一日1往復の運行。プラハ以北は091号線に、トルジェボヴァー以東は260号線に直通する。
2024年度に運行を開始した。当初はプラハ本駅を経由せず、代わりにホレショヴィツェ駅に停車していたが、2025年度よりプラハ本駅経由となった。

### 超特急「スーパーシティ(SC)」
- ペンドリーノ号：　(フランチシコヴィ・ラーズニェ - ) プラハ - オストラヴァ
プラハとオストラヴァの間を一日4往復運行する。インターシティ(IC)と合わせて2時間に1本の運行。010号線内は、起点のプラハの他、リベニ、パルドゥビツェのみ停車する。また、一部は170号線のフランチシコヴィ・ラーズニェまで直通する。
過去の運行形態
2017年以前は、スーパーシティのみで2時間に1本運行していた。また、リベニを通過していた。
2018年度より全列車リベニ停車となった。また、冬・春に限り、一日1往復がインターシティ(IC)として運行していた（ダイヤは変わらない）。
2023年度より、一日3往復に減便され、減便された分はインターシティ(IC)が代替する形となった。休日に限り、リベニ通過の列車が設定された。
2024年度より、一日4往復に増便された。リベニは再び全列車停車となった。また、5月に7日間限定で、ホッケー世界選手権2024号が一日1往復運行していた。

- ペンドリーノ号：　プラハ - オパヴァ　【週4往復運行】
プラハ - オパヴァ間の運行。週4往復の運行。リベニを通過する。
過去の運行状況
2017年以前は、「オパヴァ」号として、週6往復の運行であった。
2019年度に、「オパヴァン」号に改称され、一日1往復（休日1.5往復）となり、休日は一部がリベニ、コリーン、ウースチー町にも停車する様になった。
2020年度に、リベニ、コリーン、ウースチー町の停車を取りやめた。
2023年度に、週3日の運行となった。
2024年度に、週4日の運行となった。
2025年度より、スーパーシティに格上げされ、愛称名も「ペンドリーノ」となった。

### 寝台特急「ユーロナイト(EN)」
下記の1系統がある。010号線内はプラハ・コリーン・パルドゥビツェ・トルジェボヴァーに停車するのが基本。
- スロヴァキア号：　プラハ - コシツェ/フメンネー/クラクフ/ワルシャワ（E02系統）
毎日運行。トルジェボヴァー以東は270号線に直通する。西行に限り、コリーンを通過する。
過去の運行形態
2015年以前は、上下ともトルジェボヴァーを通過していた。また、プラハ以西で090号線の特急(R)に併結され、ヘブまで直通していた。
2016年度より、プラハ方面がトルジェボヴァー停車となった。
2018年度より、プラハ方面がコリーン通過となった一方、コシツェ方面がトルジェボヴァー停車となった。また、ヘブへの直通を取りやめた。
2024年度に限り、プラハ方面がコリーンにも停車していた。

- 過去の運行系統
メトロポル号：　ベルリン - プラハ - ブダペスト/ヴィーン（E01系統）
毎日運行していた。プラハ以西で090号線に直通していて、またプラハ - パルドゥビツェ間ノンストップ、トルジェボヴァーを通過していた。
2018年度はプラハ - ブダペスト間に短縮され、コリーン停車、プラハ行に限りプルジェロウチ、リベニにも停車していた。
2018年末に休止。東行はプラハ→ブルノ間のインターシティ「イルジー・ボウダ」号に、西行はパルドゥビツェ→プラハ間の特急「ヤン・ペルネル」号に継承された。
ヴルタヴァ号：　ヘブ - プラハ - モスクワ/サンクトペテルブルク（E02系統）
夏季を除き週3往復（2016年度は週2往復）運行していた。
2016年末に休止。エクスプレス(Ex)に併結される形で残っている。
ボヘミア号：　プラハ - コシツェ（E02系統）
寝台急行(R)として毎日運行していた。停車駅はユーロナイト(EN)相当で、プラハ方面に限り、コリーンを通過していた。
2016年度に、寝台特急(EN)に格上げとなった。
2017年度に限り、プラハ以西170号線の特急(Rx)に併結されてヘブまで直通していた。
2018,19年度は季節運行となり、トルジェボヴァー通過となった。
2019年末に休止。

### 超特急「レイルジェット(railjet)」
- NATOの日号：　モシノフ・オストラヴァ空港 - トルジェボヴァー - プラハ　【秋の年2日のみ運行】
年2日に限り、一日1往復の運行。トルジェボヴァー以東は270号線に直通する。コリーン、リベニにも停車する他、東行はウースチーに、西行はウースチー町に停車する。
2020年以前は、上下ともウースチー町通過、ウースチー停車であった。

- ヴィンドボナ号：　プラハ - ウィーン - グラーツ
2時間に1本の運行。トルジェボヴァー以東は260号線に直通する。
過去の運行形態
2014年以前は、ユーロシティ(EC)の種別で、2時間間隔で運行していた。全列車がプラハ発着で、パルドゥビツェとトルジェボヴァー以外は通過していた（コリーンは1往復のみ停車）。また、便毎に異なる、チェコとオーストリアのクラシック音楽作曲家にちなんだ愛称名がつけられていた。
2014年末に、新しい列車種別「レイルジェット(railjet)」となった。
2018年末に、一日1往復に限りリベニ停車となった。また、ウィーン発着列車の愛称名が「ヴィンドボナ」に統一された。
2020年度に限り、金曜日と日曜日に限って、トルジェボヴァーを通過する列車が一日1往復が設定されていた。
2020年春以降、コリーン以東は230号線経由に振り替えられた[2]。
2023年7月より、全列車が再び010号線経由となった[3]。コリーンは一日1.5往復が停車となった。

- ブルニェンスキー・ドラク号：　ブルノ → プラハ → ヴルショヴィツェ　【平日・土曜運行】
一日1本の運行。トルジェボヴァー以東は260号線から、プラハ以西は221号線に直通する。ウースチーとホツェニにも停車する。
過去の運行形態
2019年度以前は、プラハ本駅が終点であった。また、ウースチーとホツェニを通過していた。
2019年末に、ウースチーとホツェニに停車する様になった。
2020年春以降、コリーン以東は230号線経由に振り替えられた[2]。
2023年度より、再び010号線経由となった。
2025年度より、終点がヴルショヴィツェに変更された。

### 超特急「インターシティ(IC)」
現在運行しているものは、下記の系統に分かれる。
- オストラヴァン号：　プラハ ← ボフミーン　【平日・土曜の西行のみ運行】
一日1往復の運行。リベニ、コリーン、トルジェボヴァーを通過する。
過去の運行状況
2018年度に、臨時列車となった寝台特急ボヘミア号の代替で深夜に一日1往復の運行を開始し、コリーンにも停車していた。
2019年度に、エクスプレス(Ex)格下げとなり、片道1本の運行となった。また、東行1本のみの臨時列車で、プラハ - ザーブルジェフ間ノンストップの便がスーパーシティの種別で新設された。
2020年度に、エクスプレス(Ex)の1往復を格上げする形で、一日1往復の運行を開始した。ボヘミア号代替便は平日の運行を休止し、コリーン通過のインターシティ(IC)となった。プラハ - ザーブルジェフ間ノンストップのスーパーシティが、インターシティ(IC)に種別変更された。
2022年度に、季節運行のプラハ - ザーブルジェフ間ノンストップ便の設定が無くなった。
2024年度に、西行のみの運行、休日運休となったが、2024年の5月以降に限り、東行も一日1本運行していた。

- オストラヴァン号：　プラハ - オストラヴァ
一日2往復の運行。スーパーシティと合わせて、概ね2時間に1本となる様なダイヤとなっている。スーパーシティ相当の停車駅で、コリーン、トルジェボヴァーを通過する。
過去の運行形態
2018年は冬・春のみ、一日1往復運行していた。
2023年度より、スーパーシティのダイヤを踏襲した形で、一日2往復（休日3往復）が運行を開始した。
2024年度より、休日も含めて一日2往復となった。2024年の5月以降に限り、西行に限り一日1本増発していた。

- オストラヴァン号：　ヴルショヴィツェ - プラハ - オストラヴァ
- ヴァラシスキー・エクスプレス号：　スミーホフ - プラハ - フセチーン - フセチーン
一日2.5往復の運行。オストラヴァン号1往復に限りウースチー町にも停車する。
過去の運行形態
2021年以前はエクスプレス(Ex)として、プラハ以東のみ運行していた。過去の詳細はユーロシティ(EC)の該当記載を参照。
2022年度に、インターシティ(IC)に格上げとなった。当時は一日3往復の運行であった。2022年度に限り、ホツェニにも停車していた。
2023年度に、ヴルショヴィツェまで延長された他、一日2往復に減便された。ホツェニは通過となった。
2024年度に、東行に限り一日1本（ただし土曜運休）が増発された。

- メトロポル号：　プラハ - ブダペスト
一日1往復の運行。東行はホツェニ、ウースチーにも停車する。西行はリベニを通過する。
過去の運行形態
2016年以前は、インターシティ(IC)として一日1往復運行していて、ブルノ方面が「レオシュ・ヤナーチェク」号、プラハ方面が「ズデニェク・フィビヒ」号と名乗っていた。パルドゥビツェ以外は全て通過していた。
2016年末に、ブルノ方面がエクスプレス(Ex)に格下げされ、特急並の停車駅となった（ただしリベニ通過）。プラハ方面は、トルジェボヴァー停車となった。
2017年末に、インターシティ(IC)に格上げとなった。「メトロポリタン」号を名乗っていた他、プラハ方面行がコリーン・リベニ停車となった。
2019年末に、リベニ停車、プルジェロウチ通過となった。
2020年春以降、コリーン以東は230号線経由に振り替えられた[2]。
2023年7月より、全列車が再び010号線経由となった。西行はリベニ通過となった。

- ブルニェンスキー・ドラク号：　プラハ → トルジェボヴァー → ブルノ
一日1往復の運行。ホツェニ、ウースチーにも停車する。
過去の運行形態
2018年末に、「イルジー・ボウダ」の愛称名で、東行のみ運行を開始した。東行の列車は、ホツェニ、ウースチーにも停車していた。
2019年度に限り、リベニを通過していた。
2021年末に、西行の列車も設定された。西行の列車は、ホツェニ、ウースチー通過。
2022年度に東行のみの運行となった。
2024年度より、「ブルニェンスキー・ドラク」に愛称名を変更した。

- 過去の運行系統
  - オストラヴァン号： プラハ - ボフミーン
寝台特急ボヘミア号の運休日に限り、一日1往復、プラハ - ボフミーン間に運行していた。リベニ、ホツェニを通過していた他、プラハ方面に限り、コリーンも通過していた。
2018年度に限り運行していた。2017年以前は、同一ダイヤで寝台特急ボヘミア号が運行していた。
2018年末に、エクスプレス(Ex)に格下げとなった。
  - モラヴァン号：　プラハ - プルジェロフ
一日1往復運行していた。プラハ行はコリーン/トルジェボヴァー通過・ウースチー停車、プルジェロフ行は特急(R)と同じ停車駅で運行されるのが特徴であった。
2016年末に休止し、愛称名は特別リフリーク(Rx)に受け継がれた。
  - フランチシェク・クモフ号：　ブルノ → プラハ
一日片道1本のみ運行していた。ホツェニ、リベニを通過していた。2016年末、エクスプレス(Ex)に種別を変更。
  - ズリーンスキー・エクスプレス号、ショハイ号：　プラハ - ズリーン/ヴェセリー
一日2往復の運行。ホツェニを通過していた。2016年末に休止し、ショハイ号の愛称に関しては特別リフリーク(Rx)に受け継がれた。

### 超特急「ユーロシティ(EC)」
下記6系統に分かれる。
- バルチック・エクスプレス号：　プラハ - ウースチー - グディニャ
一日4往復、4時間間隔での運行。ウースチー以東は024号線に直通する。
過去の運行状況
2014年以前は国鉄による運行で、パルドゥビツェ - ヴロツワフ方面に快速として運行していた。
2015-17年度は運行を休止していた。
2017年末に、平日リフコフ発コリーン行片道1本（オルリツェ号）、休日パルドゥビツェ - リフコフ間に1往復（グラツェンシス号）が運行を開始した。現在の停車駅の他、パルドゥビツェ以西の各駅と、パルドゥビチュキ、ホツェニ、ブランディース、休日に限りモラヴァニにも停車していた。休日のリフコフ方面に限り、ウヘルスコ以西の各駅とドブルジーコフにも停車していた。
2018年末に、平日の列車はパルドゥビツェ以西普通列車として運行する様になった。休日の列車は「キシペルク号」に改称され、チェルナー、コスチェニツェ、ウヘルスコ、ドブルジーコフは上下とも通過となった。
2019年末にLEOエクスプレス・テンダーズ社に移管され、種別も「LEOエクスプレス・テンダース(LET)」となった。プラハ - ヴロツワフ方面に、一日あたり平日1往復、金曜日1.5往復、土曜日2往復、日曜日2.5往復の運行となった。愛称名は「LEOエクスプレス・オルリツェ」となった。ヴロツワフ行1本と、土日のプラハ行1本がモラヴァニを通過していた。パルドゥビツェ以西の停車駅は特急(R)と同じであった。
2020年末に、金曜日の列車が一日1往復に減便された他、土曜日の1往復、日曜日のレトフラド行1本がパルドゥビツェ以東のみの運行となった。土日のプラハ行1本が、プルジェロウチ通過となった。
2021年末に、平日のプラハ行のみ片道1本の運行となった。
2025年度より、チェコ鉄道のユーロシティ(EC)が運行する様になった。愛称は「バルチック・エクスプレス」で、プラハ - グディニャ間に一日4往復運行する様になった。停車駅も削減され、リベニ、コリーン、パルドゥビツェ、ウースチー以外は通過となった。一方で、従来の快速(LET)は休止となった。

- コシチャン号：　プラハ - コシツェ
プラハとコシツェの間を一日1往復運行する。010号線内は、起点のプラハの他、リベニ、コリーン、パルドゥビツェ、トルジェボヴァーに停車する。
過去の運行形態
2017年以前は、スーパーシティ「ペンドリーノ・コシチャン」として運行していた。リベニを通過していた。
2018年度よりリベニ停車となった。
2025年度より、ユーロシティ(EC)に種別変更となった。

- シレジア号：　プラハ - ワルシャワ
- クラコヴィア号：　プラハ - クラクフ/モスクワ
- オストラヴァン号：　プラハ - ジリナ
2時間に1本の運行。一日1往復に限りウースチー町停車。
過去の運行状況
2014年以前は、2時間に1本の運行で、ホツェニとウースチー町を通過していた。また、便毎に異なる愛称名がつけられていた。
2014年末に、ジリナ発着便のうち一部が食堂車無しの車両となり、停車駅そのままでエクスプレス(Ex)に格下げされた。その後、エクスプレス(Ex)への格下げが年々進み、ユーロシティ(EC)は一日3往復のみとなった。
2018年度に、ウースチー町に停車する様になった。
2019年度に、ユーロシティ(EC)が一日4往復となった。愛称名の整理が行われ、概ね現在の愛称名となったが、ワルシャワ発着系統は「ヴァルソヴィア」号と名付けられた。
2020年度に、ユーロシティ(EC)が一日4往復となった他、ワルシャワ発着系統の愛称名が「シレジア」号となった。
2022年度に、再び全列車がユーロシティ(EC)に格上げとなった他、ホツェニが停車駅に追加された。
2023年度に、朝と夕方以降を中心に、ヴルショヴィツェへの乗り入れを開始した。日中の2.5往復のみがプラハ発着で残された。ホツェニは通過となった。
2024年度に、ウースチー町は一日1往復を除き通過となった。
2025年度より、ヴルショヴィツェへの乗り入れが取りやめられた。

- ヴァラシスキー・エクスプレス号：　プラハ - フセチーン - ジリナ
2時間に1本の運行。2014年末の改正で、プラハ～ジリナ間のユーロシティ(EC)のうち一部が食堂車無しの車両となることにより、運行開始した。それ以降、ユーロシティ(EC)の格下げにより徐々に本数が増加し、この種別に統一された。深夜の西行1本に限り、リフリーク(R)相当の停車駅で運行する。
過去の運行状況
2014年以前は、便毎に別々の愛称がつけられていた他、ホツェニを通過していた。
2014年末に、一部が食堂車無しの車両となり、停車駅そのままでエクスプレス(Ex)に格下げされた。その後、エクスプレス(Ex)への格下げが年々進み、全てエクスプレス(Ex)に統一された。
2019年度に、愛称名の整理が行われ、現在の愛称名となった。
2022年度に、種別が再びユーロシティ(EC)に戻された他、ホツェニが停車駅に追加された。
2023年度に、早朝と午後以降に限り、ヴルショヴィツェへの乗り入れを開始した。ホツェニは通過となった。
2024年度に、日中の1往復を除きヴルショヴィツェ発着となった。
2025年度より、ヴルショヴィツェへの直通が取りやめられた。

- フンガリア号：　ハンブルク - プラハ - ブダペスト
一日1往復が運行する。プラハ以西は090号線に、トルジェボヴァー以東は260号線に直通する。リベニ、トルジェボヴァー通過。
過去の運行形態
かつては2時間に1本運行していて、トルジェボヴァーにも停車していた。
2015年末の改正で大部分がプラハ発着便（現在のメトロポリタン号）に置き換えられ、ベルリン直通は一日1往復のみとなった。トルジェボヴァーも通過する様になった。
2020年春以降、コリーン以東は230号線経由に振り替えられた[2]。
2023年7月より、再び010号線経由となった[3]。
2024年度の冬に限り、月曜日はプラハ以西に直通せず、プラハ止まりで運行している。

- メトロポリタン号：　プラハ - ブダペスト
- メトロポリタン・スロヴェンスカー・ストレラ号：　プラハ - ブラチスラヴァ
上記フンガリア号と合わせて、2時間に1本の運行。リベニ、トルジェボヴァーは早朝・深夜を除く大部分が通過する。
過去の運行形態
かつては、ベルリン発着便が2時間に1本運行していた。リベニを通過していた。
2015年末の改正で、ベルリン発着便を置き換える形で、2時間に1本の運行を開始した。トルジェボヴァーも通過する様になった。
2018年度より、現在の愛称名に統一された。
2020年春以降、コリーン以東は230号線経由に振り替えられた[2]。
2023年度に、西行一日1本が、010号線経由、トルジェボヴァー、リベニ停車での運行となった。7月より、再び全列車010号線経由となるが、この時に種別がインターシティ(IC)に変更された。リベニとトルジェボヴァーは大部分が通過となった。
2024年度より、再びユーロシティ(EC)での運行となった。

- 過去の運行系統
  - ロハーチェ号：　プラハ - オパヴァ/コシツェ
2017,18年度に週1往復運行していた。コリーンを通過していた。2016年以前は、インターシティ(IC)「ヴラヂスラフ・ヴァンチュラ」号として運行していた。
2018年末に、インターシティ(IC)「オパヴァ」号に吸収された。

## 運行形態（私鉄超特急）

### 超特急「LEOエクスプレス(LE)」
- プラハ - ウースチー・ナド・オルリチー - スタレー・ムニェスト/オストラヴァ/ボフミーン
平均2時間間隔で運行する。
過去の運行形態
かつては010号線内ノンストップであった。
2014年末にパルドゥビツェが停車駅に追加された。
2015年末にコリーンが停車駅に追加された。
2016年末にリベニが停車駅に追加された。
2020年度にウースチーが停車駅に追加された。ただし2022年に限り、ウースチーは通過していた。

### 超特急「レギオジェット(RJ)」
下記1系統が運行している。
- プラハ - トルジェボヴァー - プシェミシル、コシツェ
夜行列車で、一日2往復の運行。010号線内は、プラハ、パルドゥビツェに停車する。
過去の運行状況
2015年以前は、インターシティ(IC)として運行していて、また全列車プラハ以東のみの運行、トルジェボヴァー停車であった。
2015年末に、東行1本がトルジェボヴァー通過となった。
2021年末に、全列車トルジェボヴァー通過となった。

- ザフラドニー・ムニェスト - プラハ - トルジェボヴァー - オロモウツ - オストラヴァ・ハヴィールジョフ（一部はコシツェ、ズヴォレン、スタレー・ムニェスト発着）
2時間ヘッドで運行する。プラハ以西は221号線に直通する。010号線内は、プラハ、パルドゥビツェ、トルジェボヴァーに停車する。
過去の運行状況
2015年以前は、インターシティ(IC)として運行していて、また全列車プラハ以東のみの運行、トルジェボヴァー停車であった。
2018年度に限り、プラハ方面に限りリベニに停車していた（一部を除く）。
2024年度より、西行一日5本を除きトルジェボヴァー通過となった。
2025年度より、ザフラドニー・ムニェスト発着となった。トルジェボヴァーは再び停車となった。

- ザフラドニー・ムニェスト - プラハ - トルジェボヴァー - ブルノ - ブラチスラヴァ/ウィーン
2時間ヘッドで運行する。010号線内は、プラハ、パルドゥビツェに停車する。
過去の運行状況
2016年末に、一日3往復で運行を開始した。プラハ、パルドゥビツェに停車し、うち2往復がウースチー/トルジェボヴァー停車、1往復がコリーン停車であった。
2017年末に、概ね2時間に1本に増発された。010号線内は、プラハ、パルドゥビツェに停車し、1往復に限りウースチー・ナド・オルリチーに停車していた。トルジェボヴァーは全列車通過となった。
2020年春以降、コリーン以東は230号線経由に振り替えられた[2]。
2024年度より再び010号線経由となった。ウースチーは全列車通過となった。

## 運行形態（特急）

### 特急「リフリーク(R)」
下記3系統が運行されている。
- スロヴァーツキー・エクスプレス号：　ヴルショヴィツェ - プラハ - ルハチョヴィツェ
- ズリーンスキー・エクスプレス号：　ヴルショヴィツェ - プラハ - ズリーン
2時間間隔で運行し、主要駅に停車する（ただし早朝のプラハ方面行1本のみ、ホツェニ、プルジェロウチを通過）。下記ブルノ発着と合わせて1時間に1本の本数となる。日中はヴルショヴィツェ発着だが、時間帯によってはプラハ本駅以東の運行となる。
過去の運行形態
かつては、便毎に異なる愛称名がつけられていた。プラハ本駅発着であった他、早朝のプラハ行速達列車はウースチーも通過していた。
2017年度に、特別リフリーク(Rx)の種別に変更された。
2018年度に、プラハ側がスミーホフまで延伸された。早朝のプラハ行速達列車がウースチー停車となった。
2019年度に、現在の愛称名に統一された。
2022年度に、プラハ側の起点がヴルショヴィツェに変更された。

- スヴィタヴァ号：　ヴルショヴィツェ - プラハ - ブルノ
2時間間隔で運行し、主要駅に停車する。上記ルハチョヴィツェ発着と合わせて1時間に1本の本数となる。日中はヴルショヴィツェ発着だが、時間帯によってはプラハ本駅以東の運行となる。
過去の運行形態
かつては、便毎に異なる愛称名がつけられていた。プラハ本駅発着であった。
2017年度に、特別リフリーク(Rx)の種別に変更された。
2018年度に、プラハ側がスミーホフまで延伸された。
2019年度に、現在の愛称名に統一された。
2022年度に、プラハ側の起点がヴルショヴィツェに変更された。

- トルジェボフカ号：　ヴルショヴィツェ → プラハ → トルジェボヴァー
- ヤン・ペルネル号：　プラハ - パルドゥビツェ
トルジェボフカ号は片道1本、ヤン・ペルネル号は一日1往復の運行。スロヴァーツキー・エクスプレスの区間運転版。
過去の運行形態
かつては、トルジェボフカ号がスミーホフ始発であった。また、プラハ - パルドゥビツェ間に「イジー・メンツェル」号が運行していた。この列車は、プラハ行が日曜運休・パルドゥビツェ行が土曜運休で、パルドゥビツェ行に限りリベニ、プルジェロウチを通過していた。
2020年度に、イジー・メンツェル号休止。
2022年度に、トルジェボフカ号がプラハ本駅始発となる。
2023年度に、トルジェボフカ号がヴルショヴィツェ始発となる。

- プルジェロフスキー・ズブル号：　プラハ - プルジェロフ
一日1往復の運行。東行に限り、プルジェロウチ、ホツェニ、ウースチーを通過する。
2020年度はエクスプレス(Ex)として、2021,22年度はインターシティ(IC)として運行していた。2023年度以前は、上下とも他のリフリーク(R)と同じ停車駅であった。

- 過去の運行系統
  - フクヴァルディ号：　プラハ - ボフミーン
プラハ - ボフミーン間に、週1往復、当初はエクスプレス(Ex)の種別で運行していた。日曜日にプラハ行が、月曜日にボフミーン行が運行していた。プルジェロウチを通過し、ボフミーン行に限りホツェニ、ウースチーも通過していた。
2018年度以降、リフリーク(R)に格下げされ、ウースチーは上下とも停車となった。
2022年度限りで廃止。

## 運行形態（快速、普通）

### 快速「スピェシニー(Sp)」
- レトヴィツェ → トルジェボヴァー → ウースチー　【平日運行】
平日のみ、一日片道1本の運行。トルジェボヴァー以南は260号線から直通する。ドロウハー・トルジェボヴァーを通過する。
過去の運行形態
2014年以前は、パルドゥビツェ以東で運行され、本数も一日2～3往復あった。
2015年度以降大部分が普通列車に吸収された。2015-21年度は、西行の片道のみ運行していた。ドロウハー・トルジェボヴァーにも停車していた。
2022年度に、一日1往復の運行となった。
2023年度に、西行でウースチー止まりの列車が一日1本増発された。
2025年度より、ホツェニ止まりの1往復が休止され、ウースチー止まりの片道1本のみの運行となった。また、ドロウハー・トルジェボヴァーは通過となった。

- トルジェボヴァー → コリーン
一日片道1本の運行。平日は全区間を快速として運行するが、休日はパルドゥビツェ以東を各駅停車の普通列車として運行する。
2025年度より運行を開始した。

- コリーン → ホツェニ　【平日運行】
平日に限り、一日片道1本の運行。
2025年度より運行を開始した。

### 普通
- コリーン～チェスカー・トルジェボヴァー　※チェコ鉄道による運行
1-2時間に1本（休日は2時間に1本）運行している。原則各駅に停まるが、一部駅を通過する便もある。プラハ～コリーン間については011号線を参照。
過去の運行形態
2021年以前は、ベズプラーヴィーにも、一部列車を除き停車していた。ドロウハー・トルジェボヴァー、スルビ、セドリーシチカは全列車停車であった。
2022年度より、全列車がベズプラーヴィー通過となった。
2024年度より、ウースチーとドロウハー・トルジェボヴァーを通過する列車が設定された。
2025年度より、スルビとセドリーシチカを通過する列車が設定された。一方でウースチーは再び全列車停車となった。

- 過去の運行系統
  - チェスカー・トルジェボヴァー - ウースチー - クラーリーキ　【平日運行】　※LEOエクスプレス・テンダーズ社による運行
2020年度以前は、一日2.5往復運行していた。ドロウハー・トルジェボヴァーにも停車していた。
2021年度に、一日2.5往復のうち1.5往復が024号線への直通を開始した。
2024年度より、一日2往復（024号線直通は1往復）に減便され、ドロウハー・トルジェボヴァー通過となった。
2025年度より休止。

## 定期列車以外

### 臨時列車
- レトロ・オストラヴァン号（超特急エクスプレス）
旧型列車。年3日、オストラヴァ方面 - トルジェボヴァー - プラハ間に、一日1往復の運行。トルジェボヴァー以東は270号線に直通する。トルジェボヴァー、コリーンを通過し、リベニに停車する。

- ヤン・カシパル号（超特急エクスプレス）
年3日、プラハ → トルジェボヴァー → ボフミーン間に、一日片道1本の運行。トルジェボヴァー以東は270号線に直通する。010号線内は、特急リフリーク相当の停車駅となる。なお、プラハ → パルドゥビツェ間は、定期列車として毎日運行している。

- 鉄道の祝日号（超特急スーパーシティ）
年1日、ボフミーン - トルジェボヴァー - プラハ間に、一日1往復の運行。トルジェボヴァー以東は270号線に直通する。010号線内は、ウースチー、パルドゥビツェ、コリーン、リベニに停車する。

- ヤン・カシパル号（超特急エクスプレス）
年3日、プラハ → トルジェボヴァー → ボフミーン間に、一日片道1本の運行。トルジェボヴァー以東は270号線に直通する。010号線内は、特急リフリーク相当の停車駅となる。なお、プラハ → パルドゥビツェ間は、定期列車として毎日運行している。

- クラーリツキー・スニェジニーク号
トルジェボヴァー - ウースチー - ハヌショヴィツェ間に、夏季の土曜日のみ一日1往復の運行。ウースチー以北は024号線に直通する。010号線内は、ドロウハー・トルジェボヴァーを除く各駅に停車する。

### 過去の運行種別
- 超特急「アリヴァ・エクスプレス(AEx)」
  - プラハ - ニトラ
2016年3月に週1往復の運行を開始した。トルジェボヴァー以西はプラハ本駅とパルドゥビツェのみに停車し、トルジェボヴァーは通過していた。
2017年度は、冬は週2往復、春～秋に毎日1往復（週3日と夏季は週2往復）の運行であった。なお、2017年度に限りコリーンにも停車していた。
2018,19年度は、一日1往復（週2日に限り2往復）の運行であった。夏季は一日2往復の運行であった。
2019年12月限りで運行休止[4][5]。

- 超特急「エクスプレス(Ex)」
  - プラハ - ジリナ方面
現在のインターシティ(IC)、ユーロシティ(EC)の大部分が、2015-21年度にエクスプレス(Ex)の種別で運行していた。
  - プラハ - ブルノ
2015-17年度に、一日2.5往復が運行していた。停車駅は列車によって異なっていた。2017年末、1往復がレイルジェットに、1往復がレギオジェットに、0.5往復がインターシティに吸収され消滅した。

## 駅一覧
以下では、チェコ国鉄010号線の駅と営業キロ、停車列車、接続路線などを一覧表で示す。コリーン～プラハ間については、特急停車駅のみ掲載。
- 種別
  - nj：寝台特急「ナイトジェット」
  - SC：超特急「スーパーシティ」
  - EN：寝台特急「ユーロナイト」
  - LE：超特急「LEOエクスプレス」
  - RJ：超特急「レギオジェット」
  - rj：超特急「レイルジェット」
  - IC：超特急「インターシティ」
  - EC：超特急「ユーロシティ」
  - Ex：特急「エクスプレス」
  - Rx：特急「特別リフリーク」
  - R：特急「リフリーク」
  - LET：快速「LEOエクスプレス・テンダーズ」
  - Sp：快速
  - Os：普通
- 停車駅
  - ■印：全列車停車
  - ●印：一部通過
  - ○印：一部停車
  - ｜印：全列車通過

| 010                                 | チェスカー・トルジェボヴァー駅     | -   | ウィーンから 245.9 | トルジェボヴァーから 0.0 | ｜ | ｜ | ■  | ｜ | ○  | ■  | ●  | ●  | ■  | ■  | ■  | 260号線（ブダペスト方面、ウィーン方面） 270号線（オストラヴァ方面） | パルドゥビツェ州 | ウースチー・ ナド・オルリチー郡 |
| 010                                 | ドロウハー・トルジェボヴァー駅     | 5.0 | 250.9              | 5.0                      | ｜ | ｜ | ｜ | ｜ | ｜ | ｜ | ｜ | ｜ | ｜ | ●  | ●  | | パルドゥビツェ州 | ウースチー・ ナド・オルリチー郡 |
| 010                                 | ウースチー・ナド・オルリチー町駅   | 4.4 | 255.3              | 9.4                      | ｜ | ｜ | ｜ | ｜ | ｜ | ｜ | ○  | ○  | ｜ | ■  | ■  | | パルドゥビツェ州 | ウースチー・ ナド・オルリチー郡 |
| 010                                 | ウースチー・ナド・オルリチー駅     | 1.3 | 256.6              | 10.7                     | ｜ | ｜ | ｜ | ■  | ｜ | ○  | ○  | ○  | ●  | ■  | ●  | 024号線（リフコフ方面） | パルドゥビツェ州 | ウースチー・ ナド・オルリチー郡 |
| 010                                 | ベズプラーヴィー駅（休止中 *1）    |     | (262.3)            |                          | ｜ | ｜ | ｜ | ｜ | ｜ | ｜ | ｜ | ｜ | ｜ | ｜ | ｜ | | パルドゥビツェ州 | ウースチー・ ナド・オルリチー郡 |
| 010                                 | ブランディース・ナド・オルリチー駅 | 9.6 | 266.2              | 20.3                     | ｜ | ｜ | ｜ | ｜ | ｜ | ｜ | ｜ | ｜ | ｜ | ■  | ■  | | パルドゥビツェ州 | ウースチー・ ナド・オルリチー郡 |
| 010                                 | ホツェニ駅                         | 4.8 | 271.0              | 25.1                     | ｜ | ｜ | ｜ | ｜ | ｜ | ○  | ○  | ○  | ●  | ■  | ■  | 018号線（ヴィソケー・ミート方面）、026号線（ティーニシチェ方面） | パルドゥビツェ州 | ウースチー・ ナド・オルリチー郡 |
| 010                                 | スルビ駅                           | 4.1 | 275.1              | 29.2                     | ｜ | ｜ | ｜ | ｜ | ｜ | ｜ | ｜ | ｜ | ｜ | ｜ | ●  | | パルドゥビツェ州 | ウースチー・ ナド・オルリチー郡 |
| 010                                 | ドブルジーコフ・ウ・ホツニェ駅     | 2.6 | 277.7              | 31.8                     | ｜ | ｜ | ｜ | ｜ | ｜ | ｜ | ｜ | ｜ | ｜ | ｜ | ■  | | パルドゥビツェ州 | ウースチー・ ナド・オルリチー郡 |
| 010                                 | ザームルスク駅                     | 2.3 | 280.0              | 34.1                     | ｜ | ｜ | ｜ | ｜ | ｜ | ｜ | ｜ | ｜ | ｜ | ｜ | ■  | | パルドゥビツェ州 | ウースチー・ ナド・オルリチー郡 |
| 010                                 | セドリーシチカ駅                   | 2.9 | 282.9              | 37.0                     | ｜ | ｜ | ｜ | ｜ | ｜ | ｜ | ｜ | ｜ | ｜ | ｜ | ●  | | パルドゥビツェ州 | ウースチー・ ナド・オルリチー郡 |
| 010                                 | ウヘルスコ駅                       | 3.6 | 286.5              | 40.6                     | ｜ | ｜ | ｜ | ｜ | ｜ | ｜ | ｜ | ｜ | ｜ | ■  | ■  | | パルドゥビツェ州 | フルヂム郡                      |
| 010                                 | モラヴァニ駅                       | 5.2 | 291.7              | 45.8                     | ｜ | ｜ | ｜ | ｜ | ｜ | ｜ | ｜ | ｜ | ｜ | ■  | ■  | 016号線（ホリツェ方面、フルヂム方面） | パルドゥビツェ州 | パルドゥビツェ郡                |
| 010                                 | コシチェニツェ駅                   | 3.6 | 295.3              | 49.4                     | ｜ | ｜ | ｜ | ｜ | ｜ | ｜ | ｜ | ｜ | ｜ | ■  | ■  | | パルドゥビツェ州 | パルドゥビツェ郡                |
| 010                                 | チェルナー・ザ・ボリ駅             | 5.1 | 300.4              | 54.5                     | ｜ | ｜ | ｜ | ｜ | ｜ | ｜ | ｜ | ｜ | ｜ | ｜ | ■  | | パルドゥビツェ州 | パルドゥビツェ郡                |
| 010                                 | パルドゥビチュキ駅                 | 3.1 | 303.5              | 57.6                     | ｜ | ｜ | ｜ | ｜ | ｜ | ｜ | ｜ | ｜ | ｜ | ■  | ■  | | パルドゥビツェ州 | パルドゥビツェ郡                |
| 010                                 | パルドゥビツェ本駅                 | 2.2 | 305.7              | 59.8                     | ■  | ■  | ■  | ■  | ■  | ■  | ■  | ■  | ■  | ■  | ■  | 031号線（パルドゥビツェ中央駅方面、リベレツ方面） 238号線（フリンスコ方面） | パルドゥビツェ州 | パルドゥビツェ郡                |
| 010                                 | スヴィートコフ駅                   | 2.4 | 308.1              | 62.2                     | ｜ | ｜ | ｜ | ｜ | ｜ | ｜ | ｜ | ｜ | ｜ | ■  | ●  | | パルドゥビツェ州 | パルドゥビツェ郡                |
| 010                                 | オポチーネク駅                     | 3.9 | 312.0              | 66.1                     | ｜ | ｜ | ｜ | ｜ | ｜ | ｜ | ｜ | ｜ | ｜ | ｜ | ●  | | パルドゥビツェ州 | パルドゥビツェ郡                |
| 010                                 | ヴァリ・ウ・プルジェロウチ駅       | 4.1 | 316.1              | 70.2                     | ｜ | ｜ | ｜ | ｜ | ｜ | ｜ | ｜ | ｜ | ｜ | ■  | ■  | ヴァリ・ウ・プルジェロウチェ停留所より 015号線（ムニェステツ方面） | パルドゥビツェ州 | パルドゥビツェ郡                |
| 010                                 | プルジェロウチ駅                   | 3.0 | 319.1              | 73.2                     | ｜ | ｜ | ｜ | ｜ | ｜ | ｜ | ｜ | ○  | ●  | ■  | ■  | 015号線（ムニェステツ方面） | パルドゥビツェ州 | パルドゥビツェ郡                |
| 010                                 | ルホタ・ポド・プルジェロウチー駅   | 3.6 | 322.7              | 76.8                     | ｜ | ｜ | ｜ | ｜ | ｜ | ｜ | ｜ | ｜ | ｜ | ■  | ■  | | パルドゥビツェ州 | パルドゥビツェ郡                |
| 010                                 | ルジェチャニ・ナド・ラベム駅       | 3.5 | 326.2              | 80.3                     | ｜ | ｜ | ｜ | ｜ | ｜ | ｜ | ｜ | ｜ | ｜ | ■  | ■  | | パルドゥビツェ州 | パルドゥビツェ郡                |
| 010                                 | フヴァレチツェ駅                   | 4.4 | 330.6              | 84.7                     | ｜ | ｜ | ｜ | ｜ | ｜ | ｜ | ｜ | ｜ | ｜ | ■  | ■  | | パルドゥビツェ州 | パルドゥビツェ郡                |
| 010                                 | コイツェ駅                         | 1.6 | 332.2              | 86.3                     | ｜ | ｜ | ｜ | ｜ | ｜ | ｜ | ｜ | ｜ | ｜ | ■  | ■  | | パルドゥビツェ州 | パルドゥビツェ郡                |
| 010                                 | ティーネツ・ナド・ラベム駅         | 3.1 | 335.3              | 89.4                     | ｜ | ｜ | ｜ | ｜ | ｜ | ｜ | ｜ | ｜ | ｜ | ■  | ■  | | 中央ボヘミア州   | コリーン郡                      |
| 010                                 | ザーボルジー・ナド・ラベム駅       | 1.0 | 336.3              | 90.4                     | ｜ | ｜ | ｜ | ｜ | ｜ | ｜ | ｜ | ｜ | ｜ | ■  | ■  | | 中央ボヘミア州   | クトナーホラ郡                  |
| 010                                 | 古コリーン駅                       | 4.9 | 341.2              | 95.3                     | ｜ | ｜ | ｜ | ｜ | ｜ | ｜ | ｜ | ｜ | ｜ | ■  | ■  | | 中央ボヘミア州   | コリーン郡                      |
| 010                                 | ジールニ駅                         |     |                    |                          | ｜ | ｜ | ｜ | ｜ | ｜ | ｜ | ｜ | ｜ | ｜ | ■  | ■  | | 中央ボヘミア州   | コリーン郡                      |
| 010                                 | コリーン駅                         | 6.5 | 347.7              | 101.8                    | ｜ | ｜ | ●  | ■  | ｜ | ○  | ●  | ■  | ■  | ■  | ■  | 014号線（レデチコ方面）、230号線（ブルノ方面） 231号線（トルトノフ方面、ウースチー・ナド・ラベム方面） | 中央ボヘミア州   | コリーン郡                      |
| この間の各駅は011号線の項目を参照。 |                                    |     |                    |                          |    |    |    |    |    |    |    |    |    |    |    | |                  |                                 |
| 011                                 | リベニ駅                           |     | 404.5              | 158.6                    | ｜ | ●  | ｜ | ■  | ｜ | ○  | ●  | ●  | ■  |    | ■  | 091号線（ロズトキ方面、ホスチヴァルジ方面） | プラハ市         | プラハ市                        |
| 011                                 | プラハ本駅                         |     |                    |                          | ■  | ■  | ■  | ■  | ■  | ■  | ■  | ■  | ■  |    |    | 070号線（ボレスラフ方面）、090号線（ベルリン方面） 120号線（クラドノ方面） 122号線（ホスチヴィツェ方面）、171号線（ミュンヘン方面） 210号線（ヴラネー方面）、221号線（ブヂェヨヴィツェ方面） 地下鉄C線（ハーイェ方面、ラードヴィー方面） | プラハ市         | プラハ市                        |
| 011                                 | プラハ・マサリク駅                 |     | 409.8              | 163.9                    |    |    |    |    |    |    |    |    |    |    | ■  | 090号線（ウースチー方面）、120号線（クラドノ方面） 232号線（リサー方面） | プラハ市         | プラハ市                        |

(*1): 2021年12月より休止。